# Paços de Ferreira
Paços de Ferreira là một huyện thuộc tỉnh Porto, Bồ Đào Nha. Huyện này có diện tích 72 km², dân số thời điểm năm 2001 là 52985 người.